# Dia Internacional da Felicidade

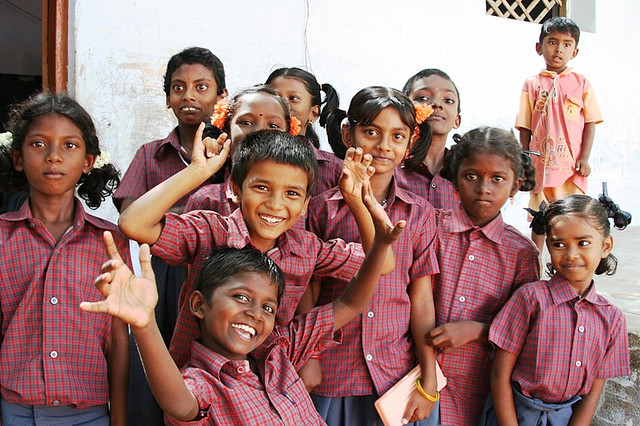
Crianças da cidade Tuticorim, no estado indiano de Tamil Nadu.

O Dia Internacional da Felicidade, comemorado em todo o mundo no dia 20 de março, foi instituído pela Assembleia Geral das Nações Unidas no dia 28 de junho de 2012 e tem como objectivo fazer com que as pessoas percebam a importância da felicidade nas suas vidas.

## História
A comemoração teve como inspiração o reino do Butão, onde a felicidade é considerada o sentimento mais importante do PIB (Produto Interno Bruto) que foi substituído pelo do Índice de Felicidade Interna Bruta na década de setenta. Em 2006, era considerado o país mais feliz da Ásia e o oitavo no mundo pela revista Businessweek.
O dia foi instituído, após Jayme Illien ter promovido uma campanha entre 2006 e 2012 junto das Nações Unidas, que visava promover a primazia da felicidade, do bem-estar e da democracia que culminou na proposta do Dia Internacional da Felicidade à Assembleia Geral das Nações Unidas em 2011. Ao apresentá-la, tinha como objectivo levar a ONU a promover o desenvolvimento económico de todos os países através da adopção da economia da felicidade.
Uma vez aceite a proposta, a Assembleia Geral das Nações Unidas o Dia Internacional da Felicidade foi criado a aprovação da Resolução 66/281, no dia 28 de Junho de 2012 e comemorado pela primeira vez em 2013.

## Objectivo
A Assembleia Geral das Nações Unidas ao instituir este dia comemorativo, com a resolução 66/281, declarou que a felicidade e o bem-estar são objectivos universais, partilhados por todos os seres humanos do planeta e que todos os seus estados membros a devem ter em conta no momento em que desenham as suas políticas públicas.

## Ligações Externas
- Site Dia Internacional da Felicidade
- Site Oficial - Dia Internacional da Felicidade - ONU
- DW News | International Day of Happiness: What Makes You Happy? (2019)